# Alexander Iwanowitsch Zelikow
Alexander Iwanowitsch Zelikow (russisch Александр Иванович Целиков; * 7. Apriljul. / 20. April 1904greg. in Moskau; † 28. Oktober 1984 ebenda) war ein russischer Metallurg, Umformtechniker und Hochschullehrer.

## Leben
Zelikows Vater war Chemiedozent der Kaiserlichen Technischen Hochschule Moskau. Nach dem Besuch der Mittelschule (Abschluss 1921) studierte Zelikow an der Technischen Hochschule Moskau (MWTU) mit Abschluss 1928 als Ingenieur für Walztechnik. Bereits ab 1925 arbeitete Zelikow als Konstrukteur im 1924 von Wladimir Jefimowitsch Grum-Grschimailo gegründeten Stahlprojekt-Institut in Moskau und ab 1927 im Hammer-und-Sichel-Werk. 1930 wurde er zu einem mehrmonatigen Studienaufenthalt nach Deutschland geschickt, wo er insbesondere die Walztechnik in den Krupp-Werken studierte. 1932 wurde er Leiter einer Projektierungsgruppe im Ischewsk-Werk in Ischewsk.
Ab 1935 lehrte Zelikow an Hochschulen. Ab 1938 leitete er den Lehrstuhl für Walzen und Ziehen des Moskauer Instituts für Stahl und Legierungen.
Während des Deutsch-Sowjetischen Krieges arbeitete Zelikow in der Rüstungsindustrie an Verfahren zur Produktionsbeschleunigung. 1943 verteidigte er erfolgreich seine Doktor-Dissertation am Moskauer Institut für Buntmetalle und Gold. Gleichzeitig wurde er zum Professor ernannt. Er wurde nun Gruppenleiter im Zentralen Forschungsinstitut für Maschinenbautechnologie. 1945 wurde er Mitglied der KPdSU.
1945 wurde Zelikow Direktor des von ihm initiierten Zentralen Konstruktionsbüros (ZKB) für Metallurgiemaschinenbau. 1949 wurde er Professor an der MWTU. 1953 wurde er zum Korrespondierenden Mitglied der Akademie der Wissenschaften der UdSSR (AN-SSSR) gewählt. 1959 wurde er Direktor des von ihm initiierten Allunionsforschungs- und Entwicklungsinstituts für Metallurgiemaschinenbau. Er entwickelte eine Walztheorie und Methoden zur Berechnung von Walzstraßen. Unter seiner Leitung und mit seiner Beteiligung wurden Anlagen für das Walzen von Knüppeln, für  kontinuierliches Rohrwalzen und -schweißen und für das Stanzen zur Anwendung gebracht. Die Stranggusstechnologie wurde entwickelt. 1964 wurde er zum Wirklichen Mitglied der AN-SSSR gewählt.
Zelikow wurde auf dem Moskauer Kusminki-Friedhof begraben. Das Allunionsforschungs- und Entwicklungsinstitut für Metallurgiemaschinenbau erhielt Zelikows Namen.

## Ehrungen, Preise
- Medaille „Für heldenmütige Arbeit im Großen Vaterländischen Krieg 1941–1945“
- Stalinpreis II. Klasse (1947), III. Klasse (1948), II. Klasse (1951)
- Orden des Roten Banners der Arbeit (zweimal)
- Held der sozialistischen Arbeit (1964, 1984)
- Leninorden (dreimal)
- Leninpreis (1964)
- Orden der Oktoberrevolution
- Jubiläumsmedaille „Zum Gedenken an den 100. Geburtstag von Wladimir Iljitsch Lenin“
- Orden der Völkerfreundschaft
- Lomonossow-Goldmedaille (1974)[2]